# Sanctuaire Sainte-Narcisse-de-Jésus de Nobol
Le sanctuaire Sainte-Narcisse-de-Jésus de Nobol est une église située dans la paroisse civile de Nobol (es) en Équateur, à laquelle l’Église catholique donne les statuts d’église paroissiale et de sanctuaire national. Le sanctuaire est rattaché au diocèse de Daule, et est dédié à la sainte équatorienne Narcisse de Jésus Martillo Morán.

## Historique
L’église est construite après la béatification de Narcisse de Jésus en 1992 ; le chantier démarre officiellement le 7 novembre 1994, et elle est consacrée le 22 août 1998, et érigée immédiatement en sanctuaire diocésain.
Après la canonisation de la sainte en 2008, la Conférence épiscopale équatorienne donne au sanctuaire le statut de sanctuaire national en 2009.